# 分期贷款
分期贷款是指客戶在一定时间内多次（至少兩次）向金融机构貸款並要在期限內償還貸款。贷款期限可能短至几个月，长至30年。房地產抵押就是一种分期贷款。